# Сэнсо-дзи
Сэнсо-дзи (яп. 浅草寺 сэнсо:дзи, «храм молодой, бледной травы»), или Асакусадэра (яп. 浅草寺, «храм Асакусы») — храм буддийской школы Сёканнон в районе Асакуса, Тайто, Токио. Полное официальное название — Кинрюдзан Сэнсо-дзи (яп. 金龍山浅草寺 кинрю:дзан сэнсо:-дзи, «храм молодой травы на горе золотого дракона»).
Сэнсо-дзи является самым старым буддийским храмом на территории Токио. Согласно преданиям, храм был основан в 628 году на месте обнаружения статуи бодхисаттвы Каннон. В XVII—XIX веках храм был местом официальных молебнов сёгуната Токугава. До Второй мировой войны Сэнсо-дзи принадлежал школе Тэндай.
К храму от ворот Каминаримон ведёт старинная торговая улица Накамисэ-дори. Ещё в начале 18 века окрестным жителям было даровано разрешение торговать на подступах к храму. В многочисленных магазинчиках продаются сувениры и традиционные сладости.
На территории храма ежегодно проводится ярмарка Хагоита ити (яп. 羽子板市, «ярмарка ракеток»).